# Valdelaguna
Valdelaguna és un municipi de la Comunitat Autònoma de Madrid. Limita amb els municipis de Chinchón, Belmonte de Tajo, Villarejo de Salvanés, Perales de Tajuña, Morata de Tajuña i Colmenar de Oreja.

## Història
No hi ha proves documentals del municipi fins al segle xii, que Valdelaguna se cita com integrat en la Transierra, és a dir entre les terres segovianes al sud del sistema Central, en el sexmo de Valdemoro. En 1480 els Reis Catòlics inclouen aquest sexmo en el senyoriu de Chinchón, més tard convertit en Comtat, del que dependrà la vila. Valdelaguna apareix en les Relacions Topogràfiques de Felip II d'Espanya de 1576, on queda registrada l'existència de la llacuna que dona nom al poble i que es va dessecar posteriorment a causa de les febres palúdicas que les seves escasses aigües provocaven en la població. Existeixen documents en els quals es relata el saqueig que va sofrir el poble en la Guerra de Successió per les tropes de l'Arxiduc Carles.
En el segle xix, amb la supressió de mayorazgos, el municipi passa de dependre del Comtat de Chinchón al Partit Judicial del mateix nom. Després de sofrir l'amenaça del despoblament amb l'emigració del camp a la ciutat durant el segle xx, la influència del recent creixement de Madrid, fa que el municipi estigui experimentant un cert desenvolupament demogràfic i d'infraestructures en detriment del seu entorn natural.